# (3987) Wujek
(3987) Wujek (1986 EL1) – planetoida z grupy pasa głównego asteroid okrążająca Słońce w ciągu 4,52 lat w średniej odległości 2,73 j.a. Odkryta 5 marca 1986 roku.